# Goshi Okubo
Goshi Okubo (født 14. juni 1986) er en japansk fodboldspiller.